# Лямбір
Ля́мбір (рос. Лямбирь, ерз. Лямбирь) — село, центр Лямбірського району Мордовії, Росія. Адміністративний центр Лямбірського сільського поселення.

## Населення
Населення — 8457 осіб (2010; 8467 у 2002).
Національний склад (станом на 2002 рік):
- татари — 50 %
- росіяни — 35 %